# Sofá (guerreiro)
Sofá é um termo mandinga para soldados escravos que serviam no exército do Império do Mali. Eles também foram empregados em exércitos dos Estados mandês posteriores como os Império de Bamana e Uassulu e o Reino de Quenedugu.

## Império do Mali
Todos os fararias (lit. "bravos"), os indivíduos classificados na hierarquia militar do Império do Mali logo antes dos ton-tiguis (mestres da aljava), eram acompanhados por jonôs (escravos) que os seguiam a pé e conduziam cavalos para seus mestres. Esses jonôs eram conhecidos como sofás e eles davam a seus ton-tiguis aljavas extras no meio do combate ou guardaram o cavalo de fuga caso a retirada fosse necessária. De fato, a palavra sofá se traduz como "pai do cavalo" o que significa que era guardião do animal.
O papel dos sofás mudou drasticamente no guerrear malinense após o reinado do mansa Sundiata Queita (r. 1235–1255) com eles se transformando de meros guarda-bagagens a guerreiros de pleno direito. Um sofá foi equipado pelo Estado, enquanto os cavaleiros horon traziam suas armas. Exércitos sofás podiam ser usados para intimidar governadores infiéis, e eles formaram a maioria da infantaria no século XV.